# والتر سيسيل ماكفارين
والتر سيسيل ماكفارين ولد28 أغسطس 1826 وتوفي20 سبتمبر 1905 كان عازف بيانو وملحنًا وقائدًا إنجليزيًاومدرسًا في الأكاديمية الملكية للموسيقى . وكان من بين طلابه ستيوارت ماكفيرسونوتوبياس ماثايوهنري وود.

## وقت مبكر من الحياة
ولد ماكفارين في لندن عام 1826وهو الإبن الأصغر للكاتب المسرحي جورج ماكفارينوشقيق الموسيقي السير جورج ألكسندر ماكفارين. في سنته الرابعة أظهر هدايا للموسيقى. كان عضوًا في جوقة كنيسة وستمنستر تحت قيادة جيمس تورل1836–41، وغنى في تتويج الملكة فيكتوريا . عندما إنكسر صوته راودته أفكار في أن يصبح فنانًافأخذ بعض الدروس في الرسم ثم عمل كبائع في محل بيانو في برايتون.

## روابط خارجية
- Walter Cecil Macfarren compositions في موقع مكتبة كورالي للملكية العامة  [لغات أخرى]‏ (ChoralWiki)
- Free scores by Walter Macfarren at the International Music Score Library Project (IMSLP)